# Индийский ящер
Инди́йский я́щер (лат. Manis crassicaudata) — млекопитающее из отряда панголинов. Один из четырёх видов ящеров, обитающих в Азии.

## Внешний вид
Длина тела индийского ящера может колебаться от 45 до 75 см, длина хвоста от 33 до 45 см. Самцы, как правило, больше, чем самки. Голова небольшая, треугольной формы, тело тонкое и длинное. Тело индийского ящера покрыто 15—18 рядами жестких чешуек, и около 14—16 рядов чешуек имеется на хвосте. Чешуйки жёлто-коричневого или жёлто-серого цвета. Они защищают ящеров от хищников, паразитов, холода и острых камней, когда животные роют норы. Чешуйки составляют от 1/4 до 1/3 массы тела. Индийские ящеры обладают мощными пятью пальцами на каждой конечности, три из которых приспособлены для рытья нор. У этих животных нет зубов. Вместо этого они обладают языком длиной 23—25,5 см, который является основным инструментом для захвата пищи.

## Поведение

### Места обитания и образ жизни
Индийские ящеры занимают различные среды обитания. Они обнаружены в тропических лесах, влажных субтропических лесах, равнинах и нижних склонах гор.
Индийский ящеры ведут ночной образ жизни, проводя бо́льшую часть дня в своих норах или среди скал. Ночью они выходят из своих нор на поиски пищи. Ящеры живут в одиночку почти всё время, за исключением периода размножения.
Норы индийских ящеров различны по глубине в зависимости от типа почвы. В мягкой почве норы могут быть глубиной до 6 м, а в скалах норы менее глубокие, до 2 м. Животные обычно закрывают вход в свою нору рыхлой почвой, чтобы защитить её от хищников. Для защиты индийский ящер свёртывается в клубок, выставляя только чешую. Также они имеют анальные железы, которые способны испускать неприятный запах для защиты от хищников.
Ящеры с острова Шри-Ланка живут в тропических лесах, где большинство муравьёв едят фрукты и цветы, растущие на деревьях. Именно здесь панголины могут в полной мере использовать свой цепкий хвост и острые когти, чтобы жить на деревьях. Однако большинство индийских панголинов живут и питаются на земле, поэтому их считают наземными животными.

### Питание
Основу питания индийских ящеров составляют термиты, муравьи и их яйца, хотя в желудке одного ящера были обнаружены крылья жуков, тараканов и кожа червей.
Среди органов чувств преобладает обоняние, на которое и полагаются ящеры, для того чтобы найти гнездо муравьёв или термитов. Вместо этого у панголинов не очень хорошие слух и зрение. Длинные языки помогают ящерам с лёгкостью проникнуть в гнездо насекомых. Так как индийские панголины не имеют зубов, все процессы пищеварения происходят в их двухкамерном желудке. Одна камера используется для хранения пищи, другая, которая составляет 1/5 всего размера желудка, выстлана толстой мышечной тканью. Эта часть желудка переваривает всю пищу, прежде чем та поступит в кишечник.

### Размножение
О размножении индийских ящеров мало что известно. Роды были зарегистрированы в январе, марте, июле и ноябре. Беременность длится 65—70 дней. Самки рожают одного, реже двух детёнышей, массой 200—500 г. рождаются они зрячими, с мягкими чешуйками. Продолжительность жизни в условиях неволи составляет около 13 лет. О продолжительности жизни в дикой природе ничего не известно.

## Распространение
Индийские ящеры распространены в Индии, Непале, Шри-Ланке и Пакистане.

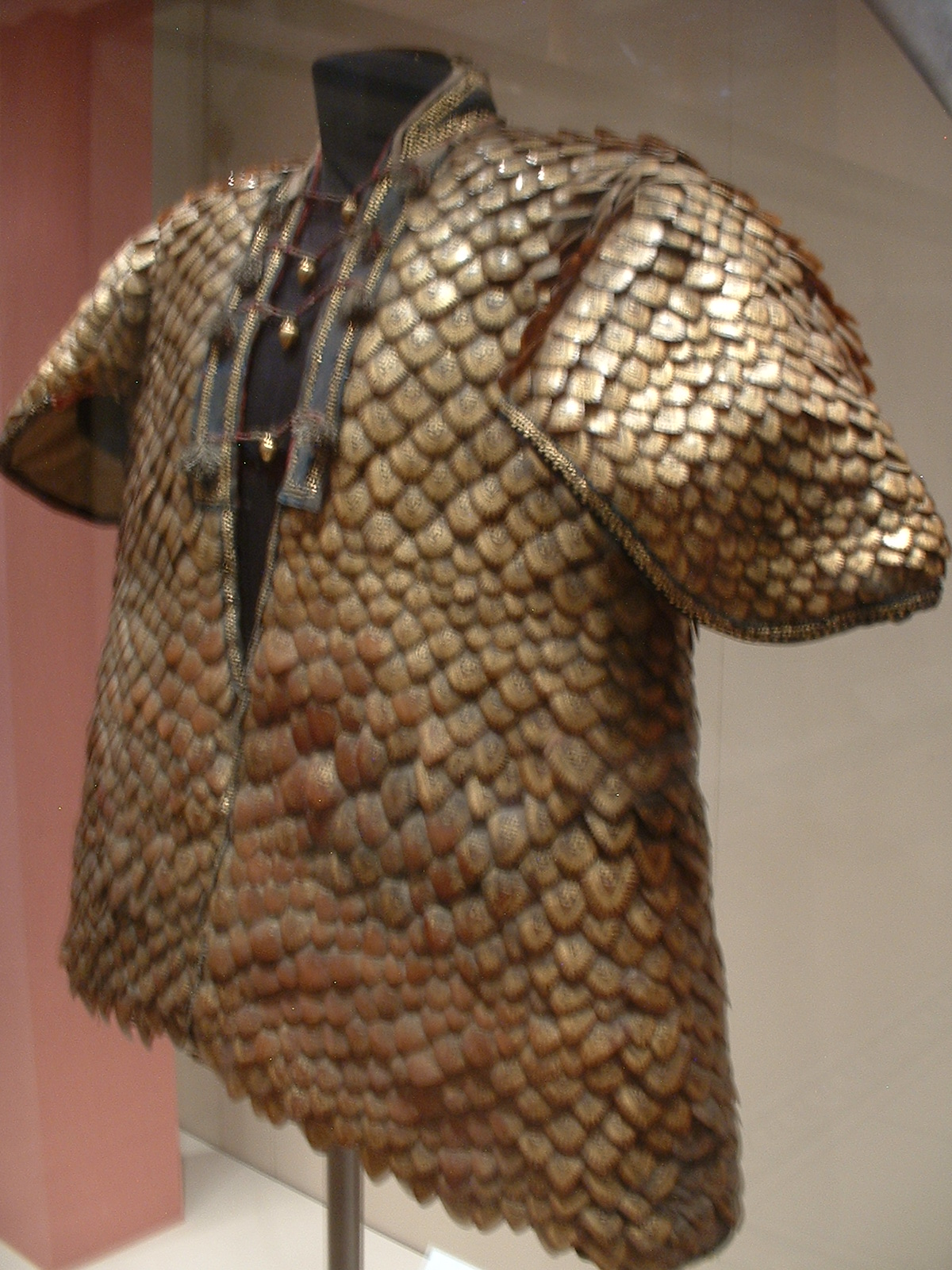
Одежда, сделанная из чешуек индийского ящера

## Охранный статус

### Численность популяции
Информация о численности популяции индийского ящера почти полностью отсутствует. Это связано с их скрытным ночным образом жизни. Полагается, что ящеры сохранились в небольших количествах в Бангладеш. В Индии общее состояние вида неизвестно.

### Угрозы и охрана
В МСОП индийский ящер значится как близкий к угрожаемому (англ. NT, Near Threatened). На него часто охотятся в Пакистане, некоторые из частей тела панголинов используются в лечебных целях. Иногда чешуйки используются для ожерелий. Из кожи делают сапоги и ботинки.
Индийский ящер причислен ко II Приложению СИТЕС. Эти животные находятся под защитой в Индии, Бангладеш, Пакистане и Шри-Ланке. Охота на них запрещена в Шри-Ланке и Непале.